# Покръстване на Полша
Покръстване на Полша (на полски: Chrzest Polski) традиционно се нарича приемането на християнството от княза на поляните Мешко I, с което започва дълъг процес на християнизация на полските земи.
Традиционно събитието се датира през 966 г., въпреки че средновековните източници дават различна информация за годината, мястото и обстоятелствата, при които полският владетел и неговият двор приемат хритиянската вяра. Процесът на християнизация приключва през XIV-XV столетие, когато окончателно биват преодолени предхристиянските вярвания и се осъществява масово приобщаване на полския народ към християнската вяра.
Мешко I се покръства в римския обред и създава на независима църковна епископия в Гнезно. Това повишава престижа на Полша сред християнските държави и я приобщава към културата и политиката на Европа. Покръстването се приема за символично начало на полската държавност.

## Религия в полските земи преди покръстването на Мешко I
Историческите извори, които дават информация за религията на славянските племена, са сравнително късни и фрагментарни. Изследователите считат, че религиозният култ на славянските племена има локален характер и не представлява фактор, който да поддържа съзнанието за единство между тях. Преобладават родовите култове, а по-широк, племенен характер имат култовете към природните сили. Някои племена достигат в своето развитие до етап, в който персонифицират природните сили, създават техни изображения и издигат храмове (напр. поморските племена). Други отдават непосредствена почит на природни обекти (дървета, извори и др.). Смята се, че изворите, които представят оформена митологична система и пантеон (например Ян Длугош) представляват късни опити за обвързване на предхристиянските вярвания на славяните с традициите на класическата античност. Характерна особеност на езическата религия в полските земи е липсата на развито и влиятелно жреческо съсловие, което да сплотява народа в защита на старите вярвания. Често християнските храмове се издигат на мястото на езически светилища и култови места, които населението традиционно почита. Благодарение на тези фактори разпространението на християнската религия в полските земи не среща силна съпротива от страна на живеещите там племена.

## Кръщение на Мешко І.Обстоятелства около приемането на християнството
Не са известни непосредствените причини, поради които Мешко I решава да приеме християнската вяра. Изворите изтъкват ролята на неговата съпруга, чешката княгиня Добрава. Според някои версии условие за сключване на брака е полският княз да приеме християнството, според други – година след сватбата Добрава успява да склони своя съпруг да се откаже от езическите вярвания. Според историците бракът на Мешко и Добрава (965 г.) има важно значение за полско-чешките отношения, но представлява единствено формален повод за приемане на християнската вяра от владетеля и най-близкото му обкръжение. Те считат, че инициативата за това решение е на Мешко I и я оценяват като знак, че владетелят се ориентира добре в междунардните политически отношения. Смята се, че той се стреми да избегне негативните последствия, които би имала насилствената християнизация на полските земи от страна на Свещената Римска империя. Примайки доброволно християнството, Мешко неутрализира един от най-важните аргументи за експанзивната политика на германската държава. Кръщенето на Мешко I и неговият двор най-вероятно се извършва в Познан или Гнезно на 14 април 966 г. (Велика събота).

## Християнизация на полските земи
Роля в християнизирането на Полша изиграват чешките духовници, които пристигат в страната заедно с Добрава. Тяхното влияние проличава в редица заемки от чешки език в полската църковна терминология. По това време обаче църковната институция в Чехия тепърва се развива. Страната няма собствено епископство, а принадлежи към диоцеза на Регенсбург. Затова важно значение за разпространението на християнската религия и организирането на църковните институции в Полша има немското духовенство. За да избегнат влиянието на силния съсед, полските владетели се стремят да привлекат мисионери от Италия и Франция. Първият полски епископ е Йордан. Данните за личността му са малко, но учените предполагат, че произхожда от Италия и Лотарингия. Първото епископство с център Познан е учредено през 968 г. и има мисиен характер. То е пряко подчинено на Рим, което позволява на Полша да се предпази от институционалното влияние на германската църква.
Актът на покръстването има символични и политически измерения, но реалният процес на християнизация е бавен и продължителен. Векове наред фолклорната култура запазва елементи от предхристиянски обреди и обичаи.

## Значение на покръстването
Приемането на християнството отнема на Свещената Римска империя религиозния претекст за евентуално нахлуване в полските земи. Присъединяването към християнската общност засилва позициите на младата държава и позволява на Мешко I да води ефективна международна политика.
Покръстването има значение и във вътрешнополитически и културен план. Християнската религия има важно значение за утвърждаване на определен светогледен модел, пряко свързан с изграждането на полската държавност. Постепенно държавният модел се утвърждава над племенния, а властта на монарха получава сакрална санкция. Самата църковна организация дава надеждна опора на владетеля при изграждане на държавната администрация. Духовнството предоставя образовани кадри, които поддържат дворцовите канцеларии, управляват хазната и осъществяват дипломатически мисии.
Приемането на християнството означава и присъединяване на Полша към кръга на европейската цивилизация, основана върху религиозното единство и културното наследство на Древна Гърция и Рим. Монасите, които пристигат в страната, разпространяват умението да се изработва пергамент, както и изкуството на четенето и писането. Важно значение има и усвояването латинския език, който с времето позволява на полския културен елит да участва пълноценно в международния културен живот на Европа.